# Natalia Rutkowska
Natalia Pamela Rutkowska, née le 21 janvier 1991 à Olsztyn, est une coureuse cycliste polonaise.

## Palmarès sur piste

### Jeux olympiques
- Rio de Janeiro 2016
  - 8e de la poursuite par équipes

### Championnats du monde
- Cali 2014
  - 4e de la poursuite par équipes
- Saint-Quentin-en-Yvelines 2015
  - 10e de la poursuite par équipes
- Londres 2016
  - 7e de la poursuite par équipes
  - 13e du scratch
- Hong Kong 2017
  - 8e de la poursuite par équipes

### Coupe du monde
- 2012-2013
  - 2e de l'omnium à Cali
  - 4e du général du scratch

### Championnats d'Europe
- 2011
  - 3e de la poursuite par équipes espoirs avec Małgorzata Wojtyra
  - 8e du 500 mètres espoirs
- 2012
  -  Championne d'Europe espoirs du scratch
  - 7e de l'omnium espoirs

### Championnats nationaux
- 2009
- Championne de Pologne de la course aux points
- Championne de Pologne de la vitesse
  - 2e du keirin
- 2010
  - 3e du keirin
  - 3e du vitesse
- 2013
- Championne de Pologne de la course aux points
  - 2e du vitesse
  - 2e du keirin
  - 3e du 500 mètres
  - 3e du scratch
- 2014
  - 3e de la course aux points
- 2015
  - 2e du scratch
  - 2e du poursuite
  - 2e de la course aux points
  - 2e de l'omnium
- 2016
  - 2e du scratch
  - 2e du poursuite
  - 2e de l'omnium
  - 3e de la course aux points

### Autres
- 2013
  - GP Prostejov (scratch)
- 2015
  - Panevezys (scratch)
- 2016
  - GP Galychyna (scratch et course aux points)
  - Panevezys (omnium)
  - GP Pologne (poursuite par équipes)